# Vámonos
Vámonos es el segundo álbum de estudio del grupo español La Guardia, publicado en 1988.
Se grabó en Madrid en 1988 en tan solo 9 días y fue producido por Tibu.
El disco fue un auténtico éxito de ventas comerciales y el despegue definitivo de la banda como referente del pop español de la década de 1980. Destacaron sencillos como No habrá más tardes, El mundo tras el cristal y especialmente Mil calles llevan hacia ti. El 17 de abril de 1989 alcanzó el número 6 en la lista los más vendidos del año, confeccionada por AFYVE.

## Canciones
- El mundo tras el cristal.	- 3:26
- Entre la espada y la pared. - 3:04
- Blues de la Nacional II. - 3:26
- Como un fantasma.	- 3:30
- Oh! Nena.	- 4:50
- No habrá más tardes. - 3:06
- Me voy a esconder. - 3:32
- Mil calles llevan hacia ti. - 3:46
- Buscando un corazón. - 2:57
- Vámonos. - 3:30